# Erland Koch
Erland Koch (n. 3 ianuarie 1867, Günsdorf⁠(d), Saxonia, Germania – d. 29 aprilie 1945, Berlin, Germania Nazistă) a fost un trăgător de tir ce a reprezentat Germania, medaliat olimpic. A participat la o ediție a Jocurilor Olimpice (1912) în care a câștigat o medalie de bronz.

## Participări
Lista de mai jos prezintă principalele competiții la care a participat Erland Koch de-a lungul carierei.
- shooting at the 1912 Summer Olympics – men's trap, team[*]